# Clorobenzeno
Clorobenzeno ou cloreto de fenila é um composto orgânico aromático com fórmula química C6H5Cl. É um líquido incolor e inflamável, obtido pela primeira vez em 1851 através da reação entre fenol e pentacloreto de fósforo.
Possui um índice refrativo (n20) = 1,525 .

## Usos
O clorobenzeno é utilizado na fabricação de diversos pesticidas, principalmente o DDT através de sua reação com cloral (tricloroacetaldeído).
Também foi utilizado na produção de fenol.
C6H5Cl  +  NaOH  →   C6H5OH  +  NaCl
Atualmente, as maiores utilidades do clorobenzeno são como intermediário na produção de nitroclorobenzenos e óxidos difenílicos, que são importantes na produção de commodities como herbicidas, corantes e borracha. Tem aplicação também como solvente não-protonado na química orgânica, sendo utilizado como solvente de tintas e para desengraxar materiais automotivos.
Clorobenzeno é também usado como um solvente de alto ponto de ebulição em muitas aplicações industriais assim como em laboratório. Clorobenzeno é nitrado em uma larga escala para dar a mistura de 2- e 4-nitroclorobenzenos, os quais podem ser separados por cristalização fracionada seguida por destilação.  2-Nitroclorobenzeno (CAS#88-73-3) é convertido ao relacionado 2-nitrofenol, 2-nitroanisol, bis(2-nitrofenil)dissulfeto, e 2-nitroanilina por deslocamento nucleofílico do cloro com hidróxido de sódio, metóxido de sódio, dissulfeto de sódio e amônia. A conversão do 4-nitroclorobenzeno (CAS#100-00-5) é similar.

## Síntese
Clorobenzeno foi primeiramente descrito em 1851. Atualmente é produzido por cloração de benzeno na presença de uma quantidade catalítica de um ácido de Lewis tal como o cloreto férrico e cloreto de alumínio anidro:
C6H6 (benzeno) + Cl2 (gás cloro) → C6H5Cl (clorobenzeno) + HCl (ácido clorídrico)
O catalisador aumenta a eletrofilicidade do cloro. Porque o cloro é eletronegativo, C6H5Cl exibe uma menor suscetibilidade ao ataque por outros eletrófilos. Por esta razão, o processo de cloração produz somente pequenas quantidades de dicloro- e triclorobenzenos.